# دانيال داي كيم
دانيال داي كيم (4 أغسطس 1968 -) (الكورية: 대니얼 대 킴) هو ممثل كوري. 

## حياته ونشأته
ولد بكوريا الجنوبية، ثم انتقل هو وعائلته إلى الولايات المتحدة الأمريكية ليقطن في ولاية «بنسلفانيا».
ظهر «دانيال» في أعمال تلفزيونية مهمة، منها: «ملاك (مسلسل)»، و«24 (مسلسل)»، و«المسحورات»، و«فوياجر»، و«ستار تريك»، و«إي آر (توضيح)»، و«ساينفيلد»، إضافة إلى أعمال مميزة، غير أن رصيده السينمائي يُعَد متواضعًا؛ لاهتمامه بالأعمال التلفزيونية؛ فقد شارك في فيلم «الرجل العنكبوت 2 (فيلم)» كعالم يعمل في مختبر الدكتور «أوكتافيوس». وظهر في فيلم "Crush" أيضًا الحائز جائزة أوسكار لأفضل صورة «تصوير». على صعيد المسرح، لعب «دانيال» دور ملك سيام في مسرحية «الملك وأنا» في مسرح ألبرت الملكي بإنجلترا. كما لعب دوراً مميزاً في مسلسل لوست.

## روابط خارجية
- دانيال داي كيم على موقع IMDb (الإنجليزية)
- دانيال داي كيم على موقع روتن توميتوز (الإنجليزية)
- دانيال داي كيم على موقع ألو سيني (الفرنسية)
- دانيال داي كيم على موقع ميوزك برينز (الإنجليزية)
- دانيال داي كيم على موقع تيرنر كلاسيك موفيز (الإنجليزية)
- دانيال داي كيم على موقع أول موفي (الإنجليزية)
- دانيال داي كيم على موقع قاعدة بيانات برودواي على الإنترنت (الإنجليزية)
- دانيال داي كيم على موقع قاعدة بيانات الأفلام السويدية (السويدية)
- دانيال داي كيم على موقع إن إن دي بي (الإنجليزية)
- دانيال داي كيم على موقع قاعدة بيانات الفيلم (الإنجليزية)